# Лесинки
Лесинки (укр. Лесинки) — село,
Василевский сельский совет,
Кобелякский район,
Полтавская область,
Украина.
Код КОАТУУ — 5321880904. Население по переписи 2001 года составляло 146 человек.

## Географическое положение
Село Лесинки находится в центре большого болота урочище Глинщина, на расстоянии до 2,5 км от сёл
Красное, Гаймаровка, Василевка, Николаевка и Грицаевка.

## История
В 1946 году указом ПВС УССР село Ляхи-Лесинки переименовано в Лесинки.